# Campionati mondiali di sollevamento pesi 2017 - 69 kg femminile
Le gare di sollevamento pesi della categoria fino a 69 kg femminile — pesi massimi leggeri — dei campionati mondiali del 2017 si sono svolte dal 1ª al 2 dicembre 2017 ad Anaheim presso l'Anaheim Convention Center Arena.
Romela Begaj, inizialmente classificatasi al secondo posto nel totale e al primo posto nello strappo, nel gennaio del 2018 venne riscontrata positiva allo stanozololo e squalificata per otto anni – fino al gennaio del 2026 – essendo alla seconda violazione delle regole antidoping; quella squalifica portò alle dimissioni immediate di tutti i componenti del consiglio – presidente compreso – della Federazione albanese di sollevamento pesi. La medaglia d'argento nell'esercizio totale venne riassegnata alla statunitense Mattie Rogers mentre la medaglia d'oro nello strappo venne riassegnata alla colombiana Miyareth Mendoza.

## Programma
L'orario indicato corrisponde a quello californiano (UTC–08:00)
| Data             | Orario | Evento   |
| ---------------- | ------ | -------- |
| 1º dicembre 2017 | 10:55  | Gruppo B |
| 2 dicembre 2017  | 15:25  | Gruppo A |

## Medagliate
Per ciascun esercizio, le prime tre classificate sono le seguenti:
| Esercizio | Oro              | Oro    | Argento       | Argento | Bronzo           | Bronzo |
| --------- | ---------------- | ------ | ------------- | ------- | ---------------- | ------ |
| Strappo   | Miyareth Mendoza | 106 kg | Mattie Rogers | 104 kg  | Leidy Solís      | 104 kg |
| Slancio   | Sara Ahmed       | 136 kg | Leidy Solís   | 135 kg  | Mattie Rogers    | 131 kg |
| Totale    | Leidy Solís      | 239 kg | Mattie Rogers | 235 kg  | Miyareth Mendoza | 233 kg |

## Record
Prima di questa competizione, i record mondiali esistenti erano i seguenti:
| Record mondiale | Strappo | Oksana Slivenko | 123 kg | Santo Domingo, Repubblica Dominicana | 4 ottobre 2006    |
| Record mondiale | Slancio | Zarema Kasaeva  | 157 kg | Doha, Qatar                          | 13 novembre 2005  |
| Record mondiale | Totale  | Oksana Slivenko | 276 kg | Chiang Mai, Thailandia               | 24 settembre 2007 |

## Risultati
| Pos. | Atleta                       | Gr. | Peso atleta | Strappo (kg) | Strappo (kg) | Strappo (kg) | Strappo (kg) | Slancio (kg) | Slancio (kg) | Slancio (kg) | Slancio (kg) | Totale |
| Pos. | Atleta                       | Gr. | Peso atleta | 1            | 2            | 3            | Pos.         | 1            | 2            | 3            | Pos.         | Totale |
| ---- | ---------------------------- | --- | ----------- | ------------ | ------------ | ------------ | ------------ | ------------ | ------------ | ------------ | ------------ | ------ |
|      | Leidy Solís (COL)            | A   | 68.89       | 104          | 104          | 107          |              | 135          | 137          | 137          |              | 239    |
|      | Mattie Rogers (USA)          | A   | 68.28       | 101          | 104          | 107          |              | 131          | 135          | 135          |              | 235    |
|      | Miyareth Mendoza (COL)       | A   | 68.39       | 102          | 102          | 106          |              | 123          | 127          | 130          | 5            | 233    |
| 4    | Anacarmen Torres (MEX)       | A   | 68.85       | 96           | 99           | 101          | 7            | 125          | 128          | 132          | 4            | 227    |
| 5    | Hung Wan-ting (TPE)          | A   | 68.79       | 98           | 100          | 102          | 5            | 122          | 125          | 130          | 7            | 225    |
| 6    | Giorgia Bordignon (ITA)      | A   | 64.43       | 95           | 100          | 100          | 6            | 117          | 122          | 130          | 8            | 222    |
| 7    | Patricia Strenius (SWE)      | A   | 68.72       | 94           | 99           | 99           | 10           | 121          | 127          | 127          | 6            | 221    |
| 8    | Punam Yadav (IND)            | B   | 68.99       | 93           | 96           | 98           | 8            | 120          | 123          | 125          | 9            | 218    |
| 9    | Angie Palacios (ECU)         | B   | 68.08       | 90           | 94           | 95           | 9            | 112          | 116          | 120          | 11           | 215    |
| 10   | Nguyễn Thị Vân (VIE)         | B   | 68.90       | 90           | 93           | 95           | 12           | 115          | 115          | 120          | 10           | 213    |
| 11   | Apolonia Vaivai (FIJ)        | B   | 68.96       | 94           | 97           | 97           | 11           | 111          | 115          | 115          | 13           | 209    |
| 12   | Kristel Macrohon (PHI)       | B   | 68.90       | 85           | 90           | 90           | 13           | 110          | 115          | 115          | 12           | 200    |
| 13   | Sólveig Sigurðardóttir (ISL) | B   | 67.93       | 82           | 86           | 86           | 14           | 103          | 104          | 108          | 14           | 190    |
| 14   | Aníta Líf Aradóttir (ISL)    | B   | 67.29       | 78           | 78           | 81           | 15           | 100          | 104          | 111          | 15           | 182    |
| 15   | Arcangeline Fouodji (CMR)    | B   | 68.98       | 75           | 75           | 80           | 16           | 100          | 100          | 100          | 16           | 175    |
| —    | Kim Su-hyeon (KOR)           | A   | 68.86       | 100          | 103          | 105          | 4            | 130          | 132          | 132          | —            | —      |
| —    | Sara Ahmed (EGY)             | A   | 68.49       | 102          | 104          | 104          | —            | 126          | 132          | 136          |              | —      |
| DSQ  | Romela Begaj (ALB)           | A   | 68.96       | 103          | 105          | 107          | —            | 125          | 128          | 131          | —            | —      |